# Trebah

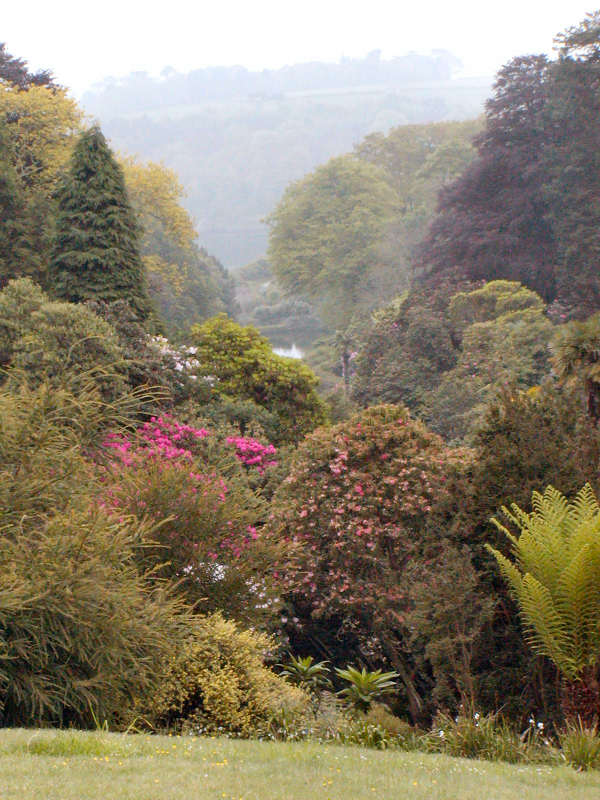
Trebah Garden

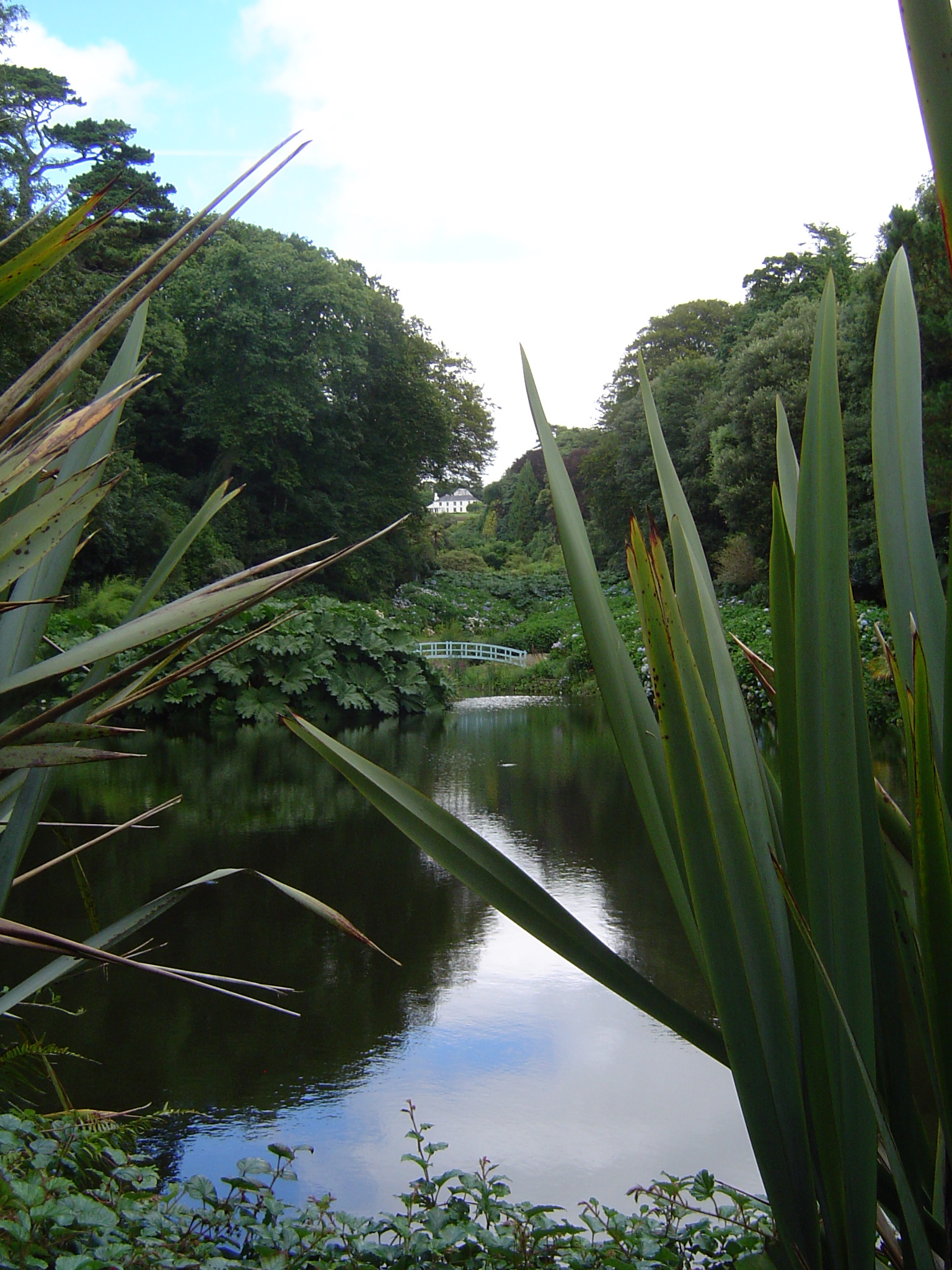
Ogród latem

Trebah – subtropikalny ogród w Anglii w hrabstwie Kornwalia w pobliżu wioski Helford Passage. Jest położony nad rzeką Helford niedaleko ogrodu Glendurgan Garden. Jego powierzchnia wynosi 110 tys. m².

## Nazwa
Nazwa ogrodu pochodzi z języka kornijskiego i oznacza "dom nad zatoką".

## Roślinność
W ogrodzie znajduje się roślinność typu podzwrotnikowego, m.in. hortensje, bambusy, parzepliny, również kamelie i rododendrony. Jego część utrzymana jest w konwencji parku.

## Historia
Miejsce zostało po raz pierwszy wzmiankowane w Domesday Book z 1086 r. jako posiadłość biskupa Exeteru. W 1831 r. Trebah został zakupiony przez rodzinę Foxów. W 1907 r. została odkupiona przez Charlesa Hawkinsa Hexta a następnie odziedziczona przez jego żonę Alice, która zmarła w 1939 r. Od tego czasu obiekt pozbawiony był opieki; przez 42 lata aż siedmiokrotnie zmienił właściciela. Podczas II wojny światowej służył celom wojskowym, m.in. jako skład amunicji przed desantem w Normandii. W 1981 r. Trebah został zakupiony przez Tony'ego i Eirę Hibbertów, którzy, będąc już na emeryturze, pracowali nad jego odtworzeniem i konserwacją. Ogród został udostępniony do zwiedzania w 1987 r..